# ミント・ラスベガス
ミント・ラスベガス (The Mint Las Vegas ) は、ネバダ州ラスベガスのダウンタウンにあったホテルおよびカジノ。1957年に開業し、1965年に26階建てのホテル・タワーが増築された。1988年、売却され、ビニオンズ・ホースシューの一部となっている。
1960年代から1980年代中期にかけて、ミントは大規模なオフロード・レースのミント400のスポンサーであった。
1971年のある週末、ハンター・S・トンプソンとオスカー・ゼタ・アコスタがミントに泊まったことから、トンプソンの不朽の名作『ラスベガスをやっつけろ(Fear and Loathing in Las Vegas )』が執筆されてこのホテルは有名になった。

## 歴史
ラスベガス・ストリップでサハラ・ホテル・アンド・カジノおよびアラジン・ホテル・アンド・カジノを所有していたミルトン・プレルはミントの当初の所有者の1人であった。プレルと共同経営者はラスベガスの新たなホテルの名前の候補をコンピューターを使用して考えていた。プレルの自宅で夜遅くまで作業をしている最中、妻のデビーが入室して「ミント」という名を提案した。
1961年頃、不動産開発業者のデル・ウエブがプレルの他の地所を買収し、ミントの所有者にもなった。
1962年11月23日から12月28日、パッツィ・クラインがトムポール&グレイザー・ブラザーズと共にミントのメリ・ミント劇場で公演し、その3ヶ月後に飛行機事故で亡くなった。クラインはこの公演の最中、乾燥した砂漠の暑さから「ベガス・スロート」と呼ばれる喉の疾患を患った。このためいくつかの公演は口パクで行なった。1962年10月、ウィルバーン・ブラザーズはロレッタ・リンと共に2日間の公演を行なった。作家のラリー・ジョーダンの著書『ジム・リーヴズ: ヒズ・アントールド・ストーリー』によると、1960年代、リーブズもミントで公演した。1964年、トミ藤山が公演を行なったが、英語の契約書が読めず1日3回から4回公演を週7日つまり無休で契約してしまい、さらに6週間単位の契 約が12回更新された。1978年2月から1981年5月、ラウンジの上階でエルヴィス・プレスリーの物まねをするジョニー・エルヴィス・フォスターの公演『For The Love Of Elvis 』が上演されていた。デルによるとフォスターの公演はダウンタウンで最高にヒットした公演であった。
1970年頃10年以上、「マン・オブ・メニー・サウンド」と呼ばれるキーボード奏者のピーター・アーキディがミント最上階のスカイ・ルームで演奏を行なっていた。
1987年のU2の『I Still Haven't Found What I'm Looking For 』のミュージック・ビデオがフレモント・ストリートで撮影され、最後の方にミントが何度が映っている。1971年の映画『007 ダイヤモンドは永遠に』、1998年の映画『ラスベガスをやっつけろ』にも登場する。